# Byron Keith
Byron Keith, né Cletus Leo Schwitters, est un acteur américain né le 17 novembre 1917 à El Paso dans l'Illinois (États-Unis) et mort le 19 janvier 1996 à Los Angeles en Californie.

## Filmographie
- 1946 : Le Criminel (The Stranger) : Dr Jeffrey Lawrence
- 1949 : L'Homme de Kansas City (Fighting Man of the Plains) : Jonas
- 1950 : Dallas, ville frontière (Dallas) : Jason Trask
- 1951 : Queen for a Day : The Chauffeur, Horsie segment
- 1951 : Journey Into Light : Dan, Policeman
- 1952 : The Black Lash : Bill Leonard
- 1954 : Alibi meurtrier (Naked Alibi) de Jerry Hopper : Detective
- 1955 : Le Cri de la victoire (Battle Cry) : Recruiting sergeant
- 1955 : Deux nigauds et les flics (Abbott and Costello Meet the Keystone Kops) : Policeman
- 1956 : Untamed Mistress : Maharajah Parsta
- 1956 : The Black Panther : Maharaja of Dairee
- 1957 : Chicago Confidential (en) : TV announcer
- 1961 : A Fever in the Blood (en) : Frankie Kovac
- 1965 : Brainstorm (en) : Guard
- 1969 : Le Plus Grand des hold-up (The Great Bank Robbery) : Deputy Mort
- 1972 : Attention au blob ! (Beware! The Blob)